# Yoon Hyun
Yoon Hyun, född den 5 april 1966, är en sydkoreansk judoutövare.
Han tog OS-silver i herrarnas extra lättvikt i samband med de olympiska judotävlingarna 1992 i Barcelona.